# Literna ochracea
Literna ochracea is een halfvleugelig insect uit de familie schuimcicaden (Cercopidae). De wetenschappelijke naam van deze soort is voor het eerst geldig gepubliceerd in 1917 door Jacobi.